# Figure allégorique nationale
 (juillet 2020).
Si vous disposez d'ouvrages ou d'articles de référence ou si vous connaissez des sites web de qualité traitant du thème abordé ici, merci de compléter l'article en donnant les références utiles à sa vérifiabilité et en les liant à la section « Notes et références ».

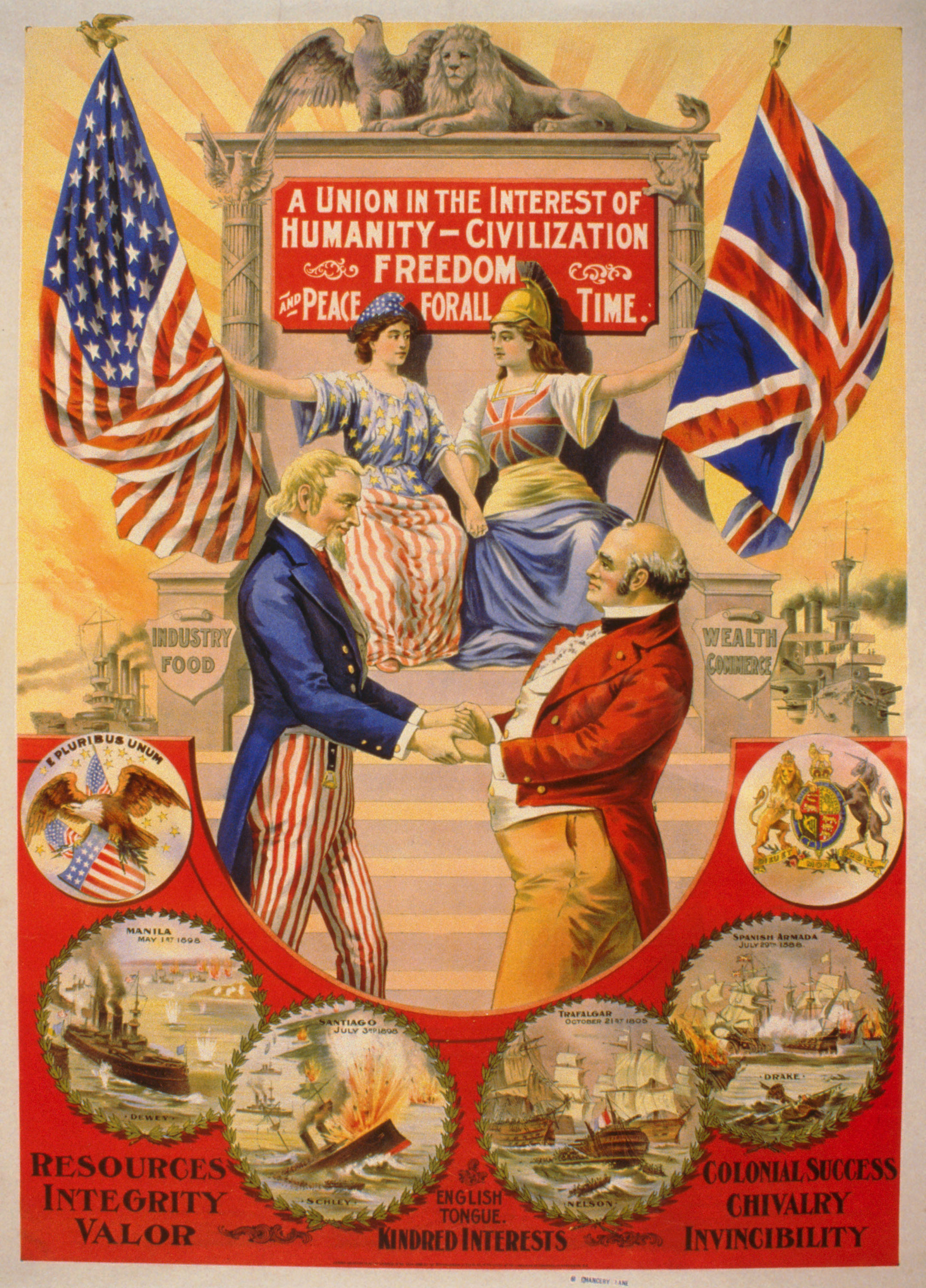
John Bull et Oncle Sam se serrant la main. Au-dessus d'eux, Britannia et Columbia sont assises côte à côte.

Une figure allégorique nationale est l'anthropomorphisme d'une nation visant à la représenter sous la forme d'un personnage. Elle peut être utilisée autant en caricature qu'en propagande.
Les premières figures allégoriques nationales du monde occidental furent très influencées par Minerve/Athéna, déesse de la sagesse et de la guerre, et prirent souvent le nom latin des anciennes provinces romaines. Ainsi en est-il de Britannia, Germania, Hibernia, Helvetia et Polonia.
La figure allégorique nationale ne doit pas être confondue avec l'animal national, même si parfois, dans les caricatures on utilise l'animal pour représenter la nation.

## Allégorie par pays ou territoire
| Pays             | Allégorie |
| ---------------- | --- |
| Afrique du Sud   | Van Der Merweu, Khabazela |
| Albanie          | Mère Albanie (en) |
| Allemagne        | Germania, Hermann der Cherusker, Deutscher Michel |
| Arménie          | Mère Arménie (Մայր Հայաստան; lit. « Mère Hayastan ») |
| Belgique         | Lion belgique, La Brabançonne |
| Berlin           | Berolina |
| Brésil           | Effigie de la république, Dois Candangos Monument (seulement à Brasília), Les Bandeirantes (seulement dans l'était de São Paulo)                                                                                                  |
| Bulgarie         | Baï Ganio, Mère bulgaria et son lion (parfois accompagnée de l'allégorie de la Roumélie) |
| Cambodge         | Preah Thaong et Neang Neak |
| Canada           | Johnny Canuck, Feuille d'érable, Le Vieux de '37 (Canada francophone), Adam Dollard des Ormeaux (utilisé comme un exemple militaire lors des deux guerres mondiales), la police montée                                            |
| Chili            | Le Huaso, Le Roto, La Carmela, Doña Juanita (représente une chilienne moyenne de la campagne), |
| Danemark         | Mère Danemark (Mor Danmark) |
| Écosse           | Jock Tamson |
| États-Unis       | Dame liberté, Oncle Sam, Yankee Doodle qui donna Brother Jonathan, Pocahontas, Columbia - exemples obsolètes: - Le Sud : Johnny Reb - Le Nord : Billy Yank - La frontière : Johnny Appleseed, Pecos Bill, Paul Bunyan, John Henry |
| Espagne          | Hispania, Juan Español |
| Europe           | Europe |
| Finlande         | La demoiselle de Finlande (Suomi-neito) |
| France           | Marianne, Coq gaulois |
| Géorgie          | Kartlis Deda (Mère Géorgie, lit. « Mère du Karthli ») |
| Grèce            | Athéna, La Grèce sur les ruines de Missolonghi (1826) par Eugène Delacroix |
| Inde             | Bharat Mata (« Mère Inde »), L'oiseau doré (« Soney ki chiriyan », en particulier en poésie indienne) |
| Indonésie        | Ibu Pertiwi |
| Irlande          | Ériu, Kathleen Ni Houlihan, Hibernia |
| Islande          | La Dame de la Montagne (Fjallkonan) |
| Israël           | Srulik |
| Italie           | Italia turrita |
| Lettonie         | Milda |
| Liban            | Cèdre libanais |
| Malte            | Melita |
| Malaisie         | Pak Belang aussi connu sous le nom de Harimau Belang |
| Norvège          | Ola Nordmann représentation du peuple norvégien, Kari Nordmann représentation des femmes norvégiennes, hist. Nór |
| Nouvelle-Zélande | Zealandia (en) |
| Palestine        | Handala |
| Pays-Bas         | Hans Brinker (folklore touristique), Jan Modaal ou Jan met de pet, de Nederlandse Maagd (la vierge hollandaise ou la vierge à la liberté), Zeeuws Meisje en Zélande                                                               |
| Pays de Galles   | Dame Wales, Deffroad Cymru, the Awakening of Wales par Christopher Williams |
| Pérou            | Le chalán, cavalier du Paso péruvien, La patrie |
| Philippines      | Juan dela Cruz, Joseng Masipag, Gabriela, Inang Bayan, Maria Clara |
| Pologne          | Polonia |
| Portugal         | Zé Povinho (pt), Eu nacional, Lusitanie, Effigie de la République |
| Royaume-Uni      | Britannia, John Bull, Le lion et la licorne |
| Russie           | Mère Russie/Mère patrie, L'ours russe |
| Serbie           | Saint Sava, La jeune fille de Kosovo |
| Suède            | Mère Svea (Moder Svea), Svensson |
| Suisse           | Helvetia |
| Union soviétique | Mère patrie |
| Venezuela        | Juan Bimba |

## Illustrations

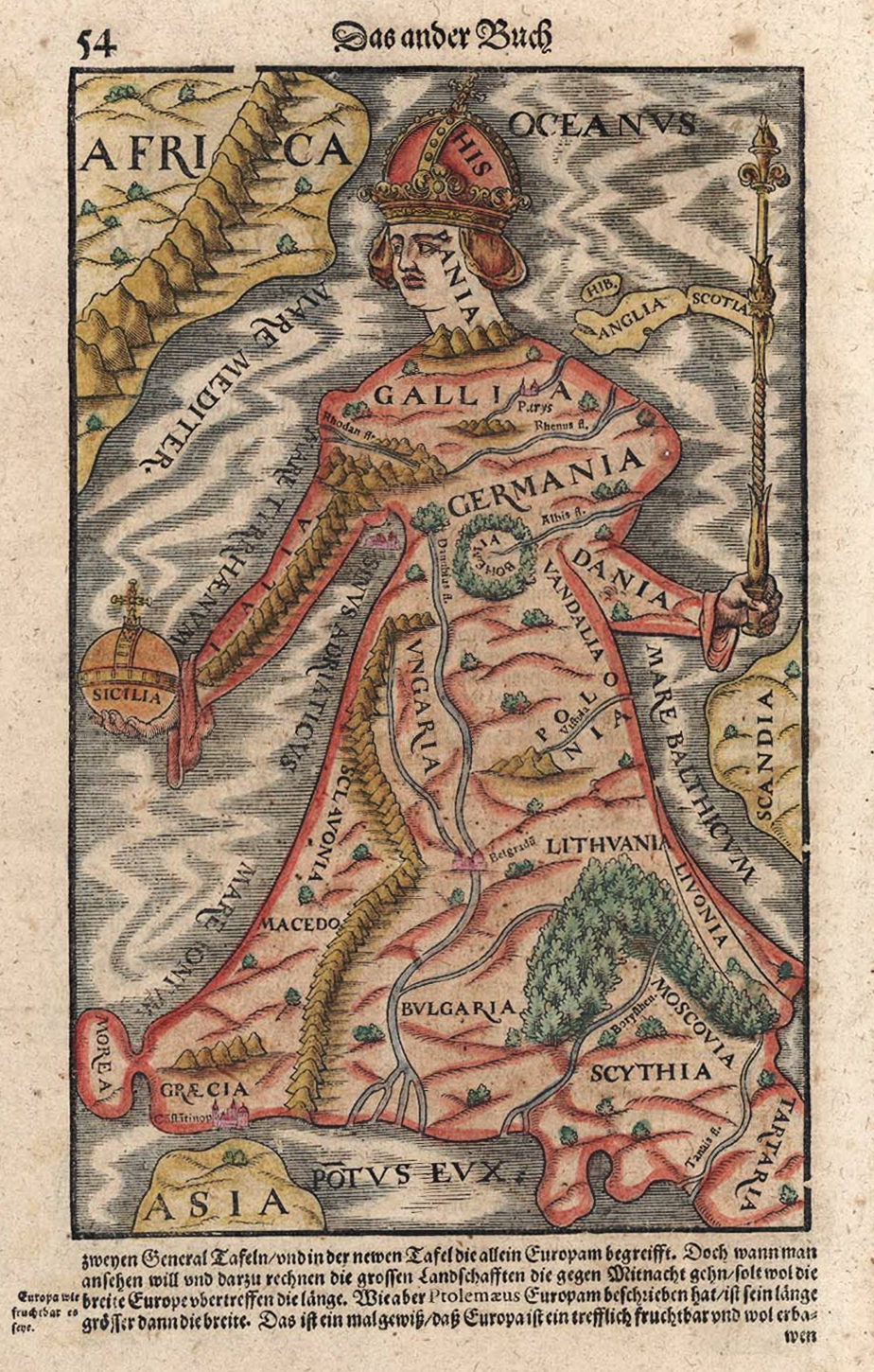
L'Europe représentée comme une reine sur une carte de 1584.
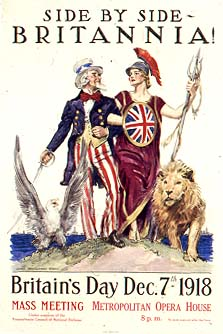
Britannia coude à coude avec l'Oncle Sam, symbole de l'alliance anglo-américaine lors de la Première Guerre mondiale.
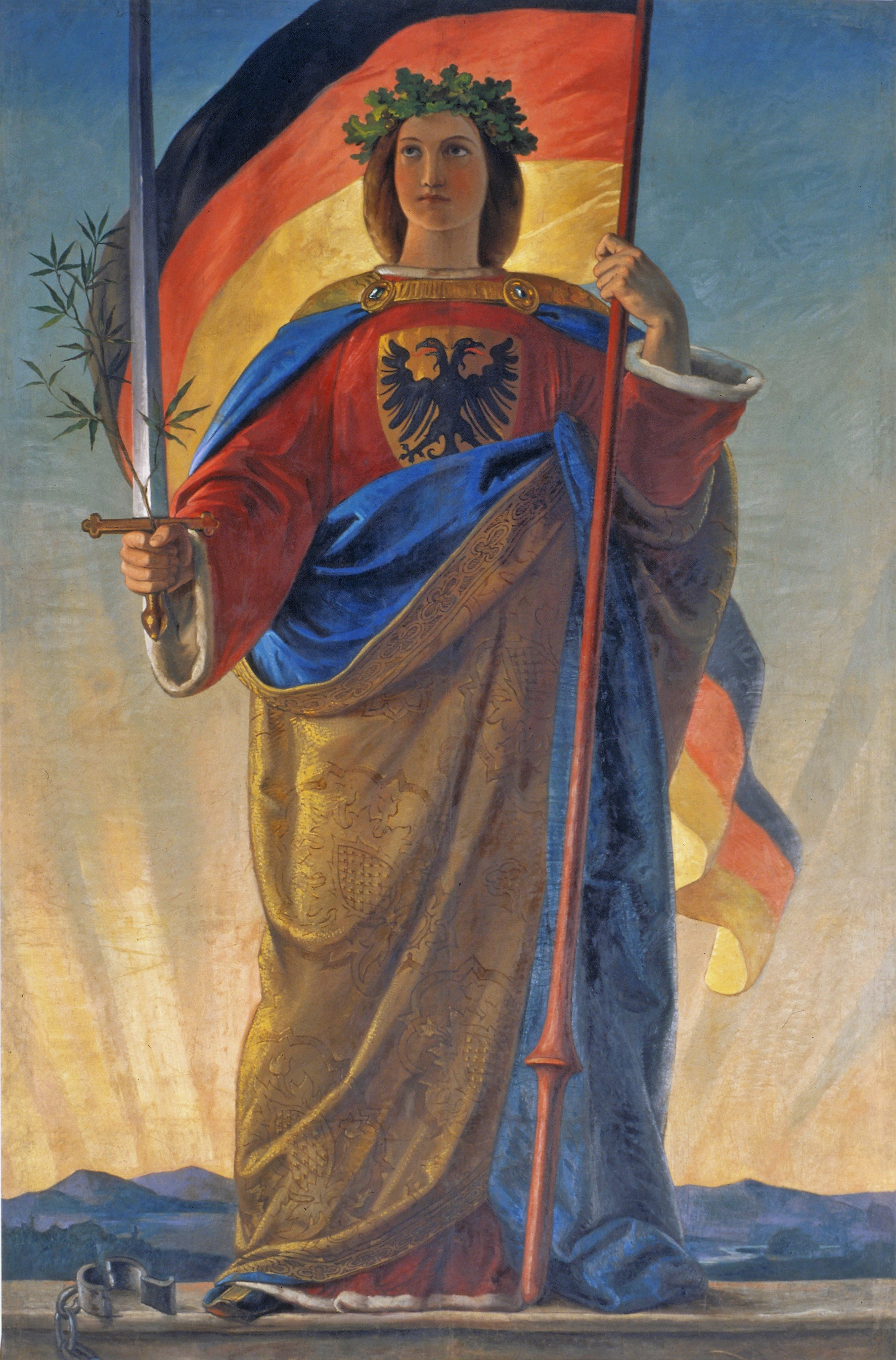
Germania symbole de l'Allemagne à partir de 1848.
Eugène Delacroix, La Grèce expirant sur les ruines de Missolonghi (1827)
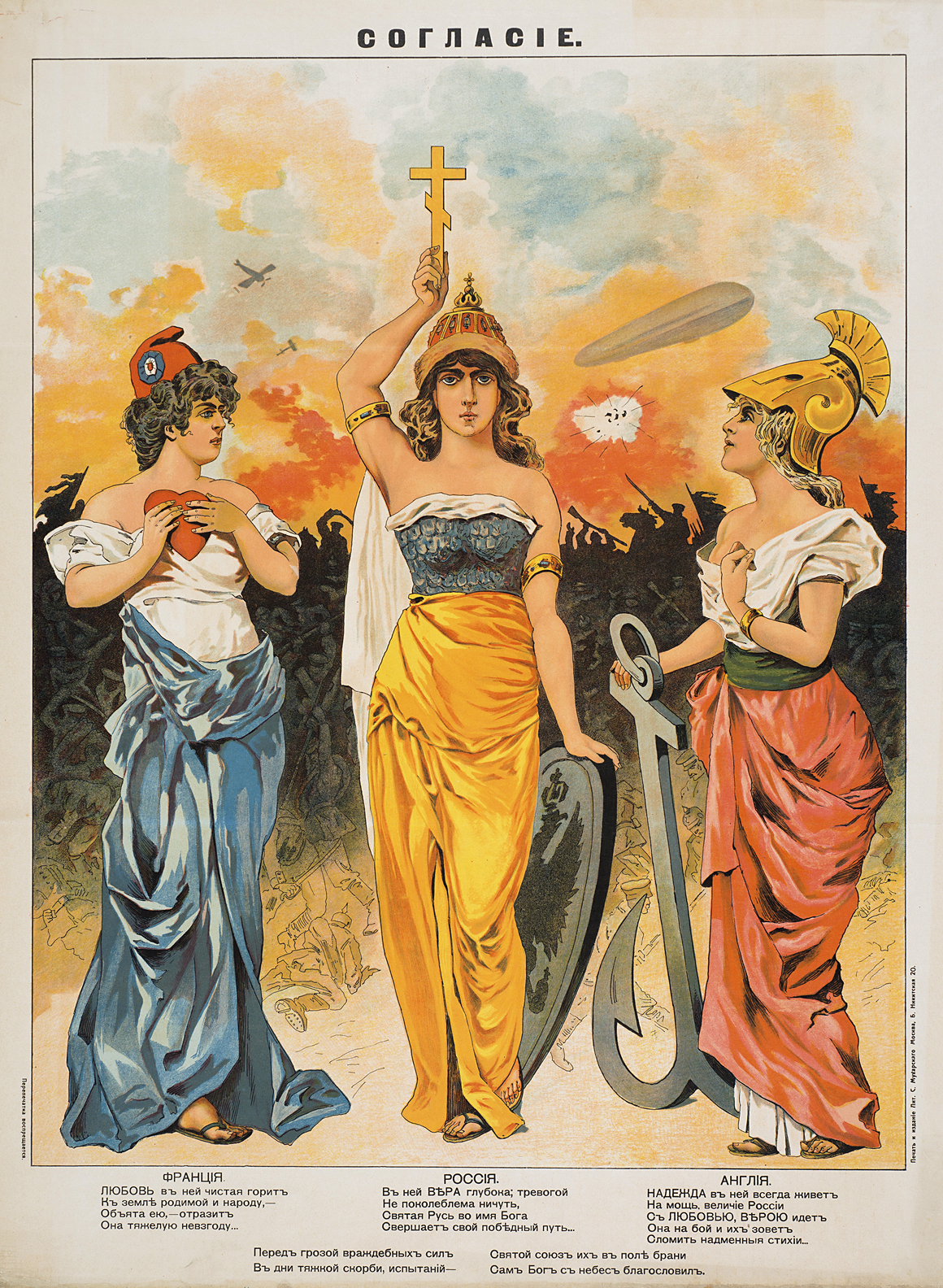
Affiche russe de 1914 symbolisant la Triple-Entente avec Marianne, la Mère Russie et Britannia.
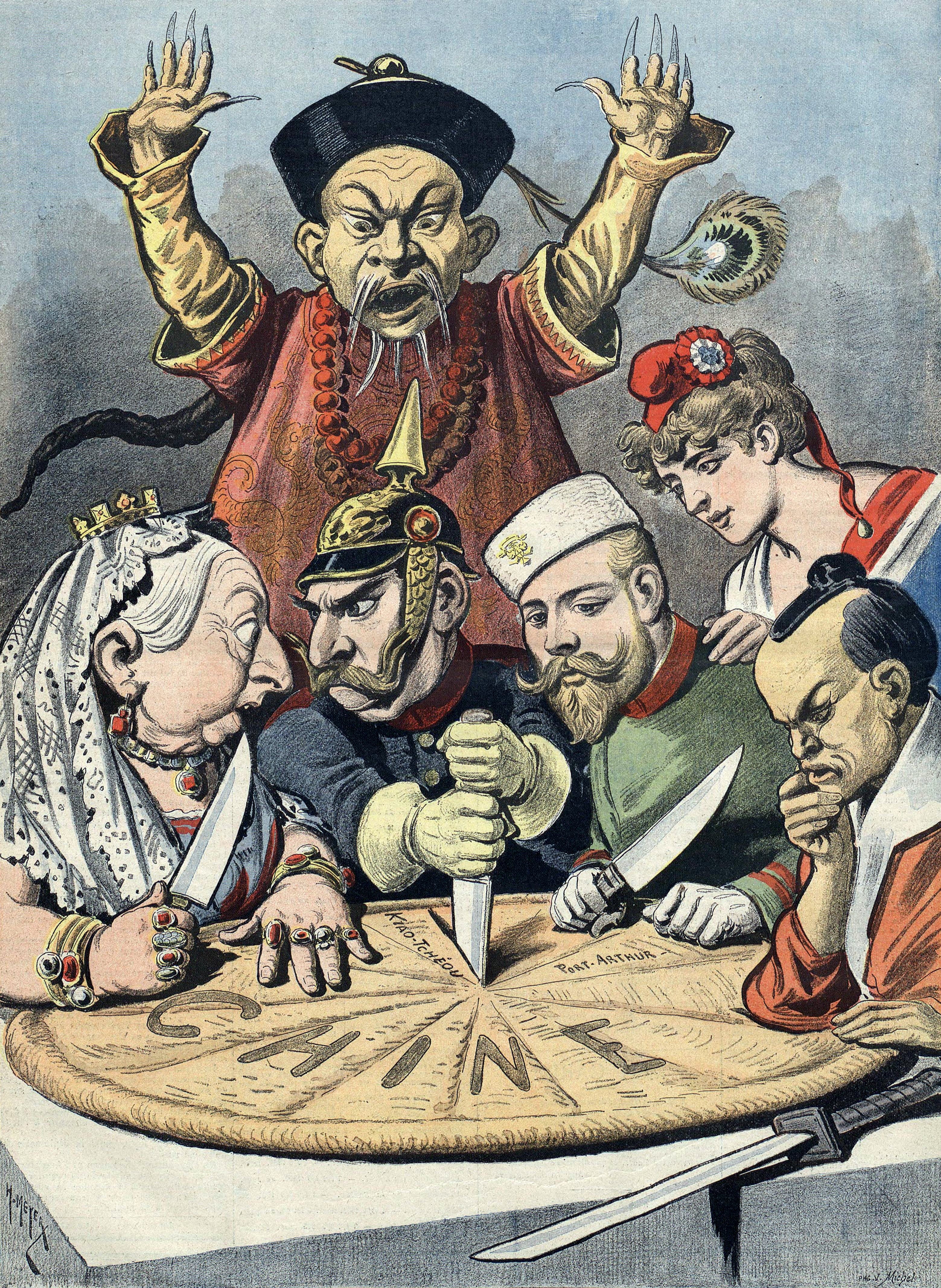
Caricature politique française de la fin des années 1890 sur l'impérialisme en Chine.
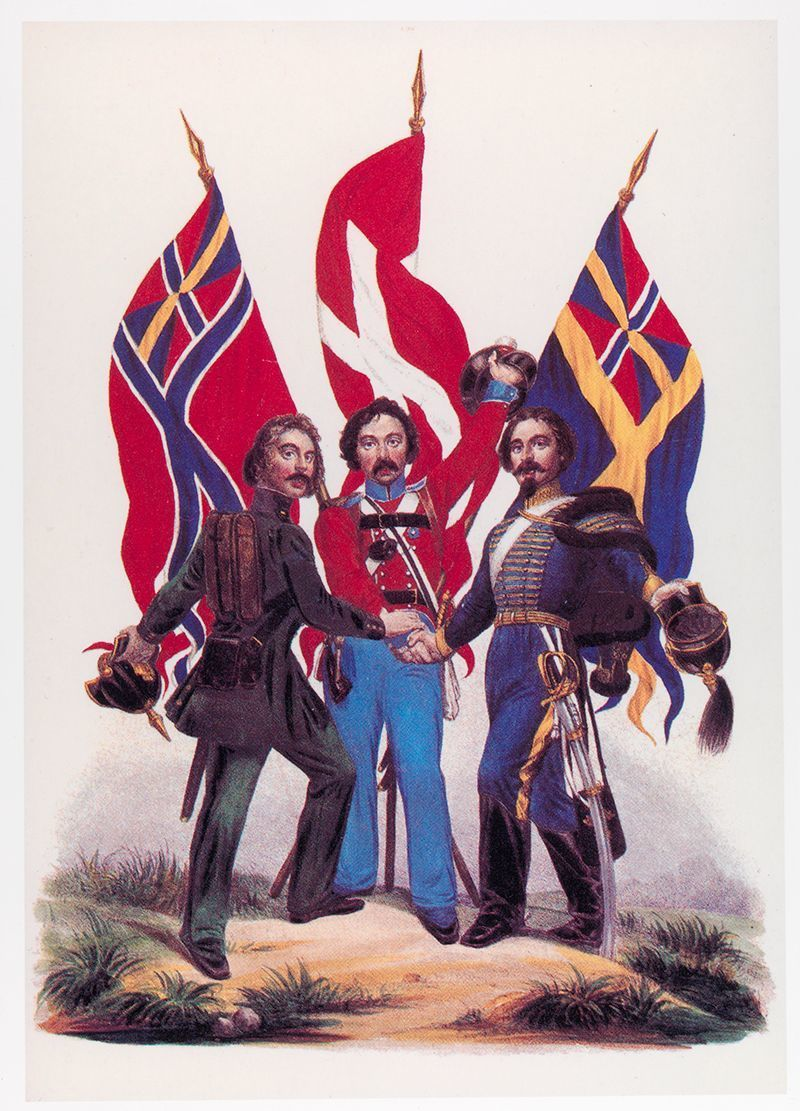
La Norvège, le Danemark et la Suède se donnent la main dans une affiche du XIXe siècle.
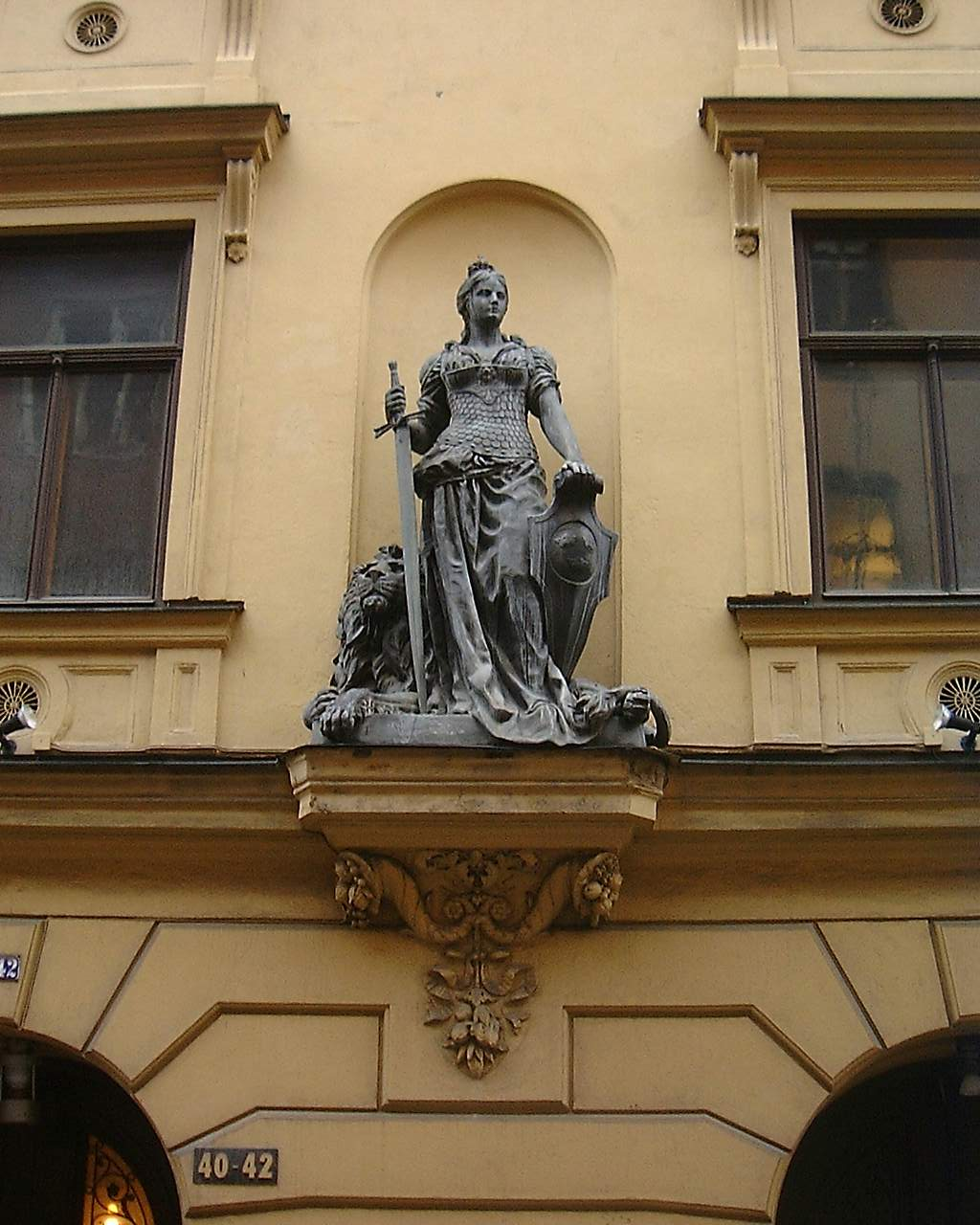
Statue de la Mère Svea, symbole de la Suède sur un bâtiment de Stockholm.
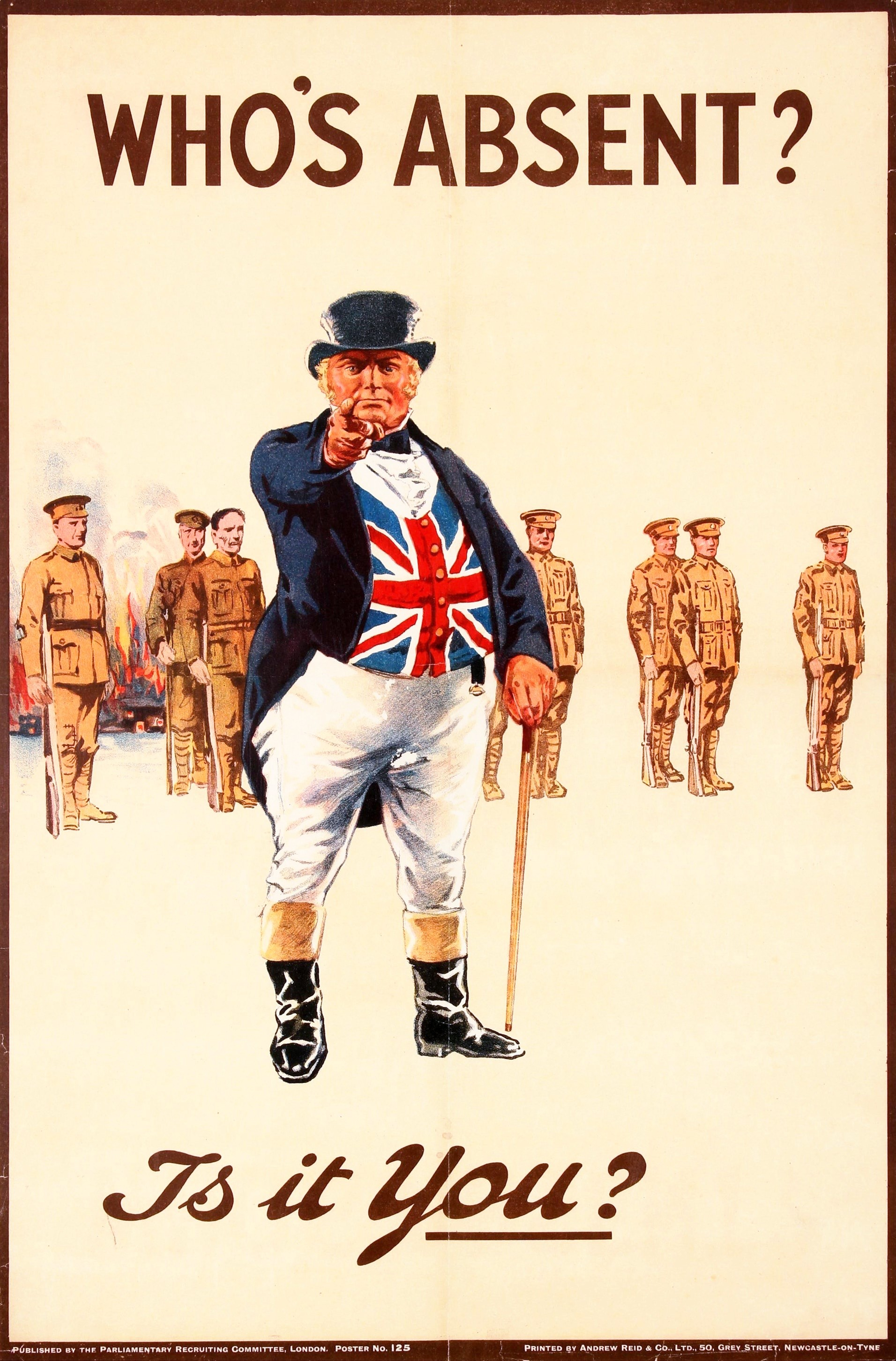
John Bull sur une affiche de recrutement pour la Première Guerre mondiale.
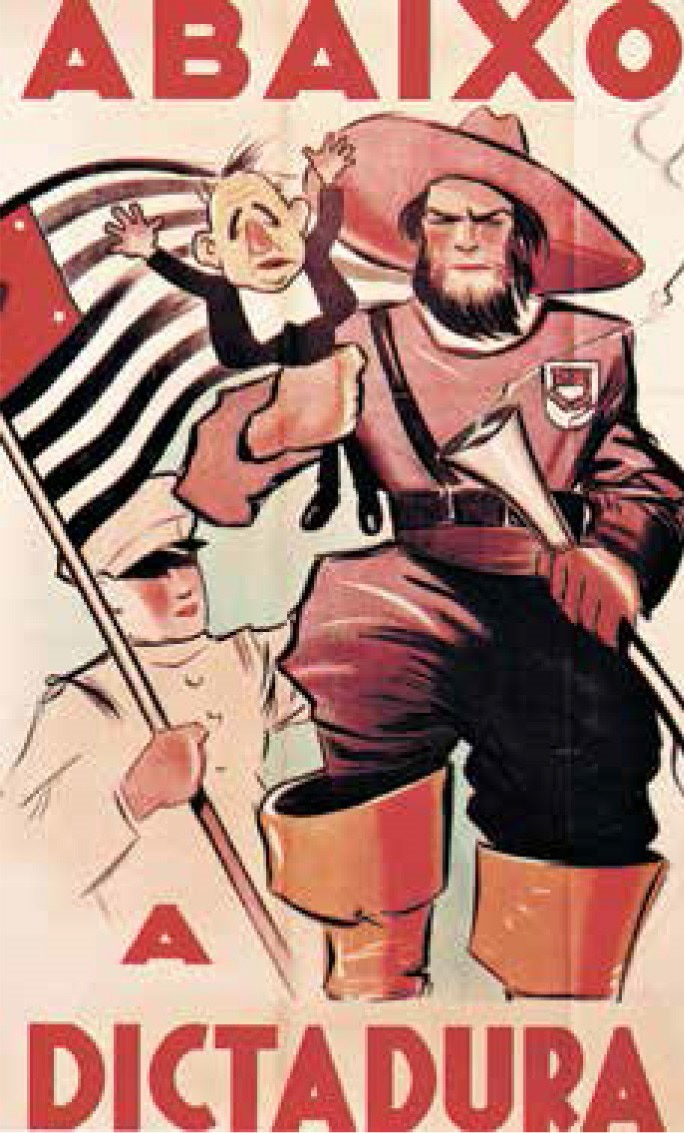
Affiche de recrutement pour la révolution constitutionnaliste brésilienne montrant un Bandeirante avec la tête du dictateur Getúlio Vargas dans sa main.
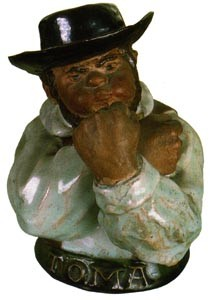
Zé Povinho, caricature d'un ouvrier portugais du XIXe siècle.
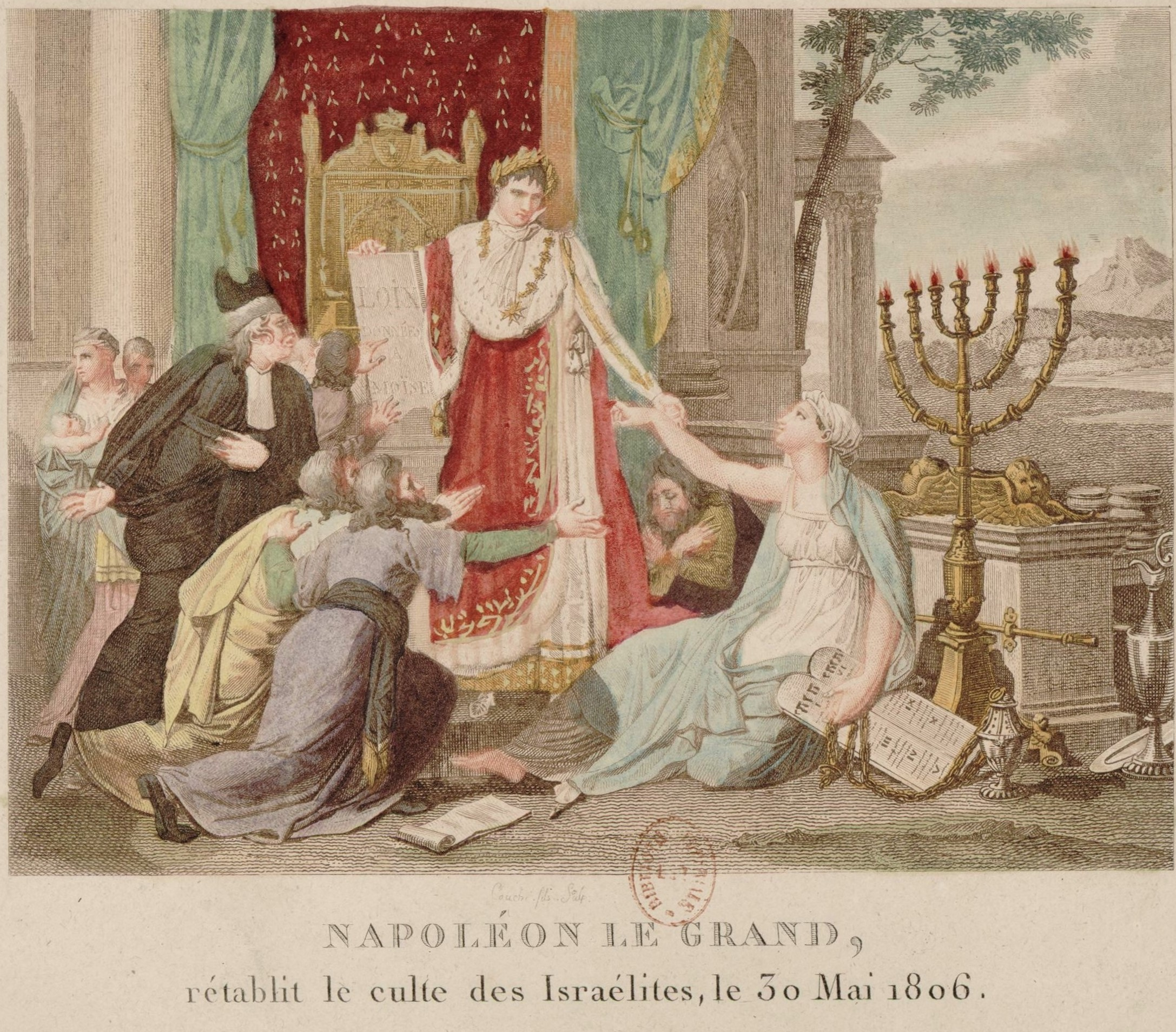
Dans cette publication française de 1806, la femme avec le Menorah représente les juifs émancipés par Napoléon Bonaparte
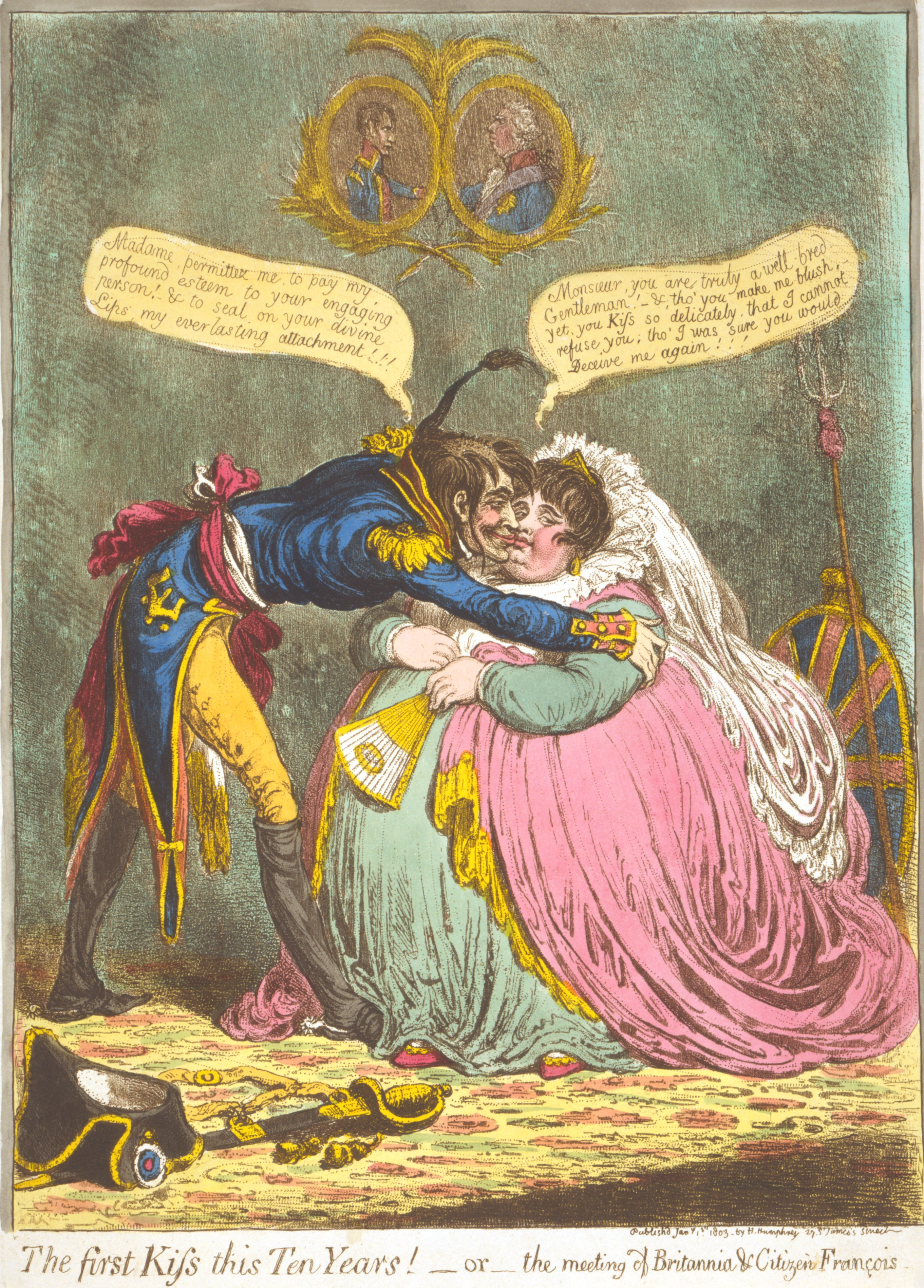
Caricature de la Paix d'Amiens par James Gillray, 1803. Le premier baiser depuis dix ans ! ou la rencontre entre Britannia et le Citoyen françois, personnification de la France révolutionnaire.
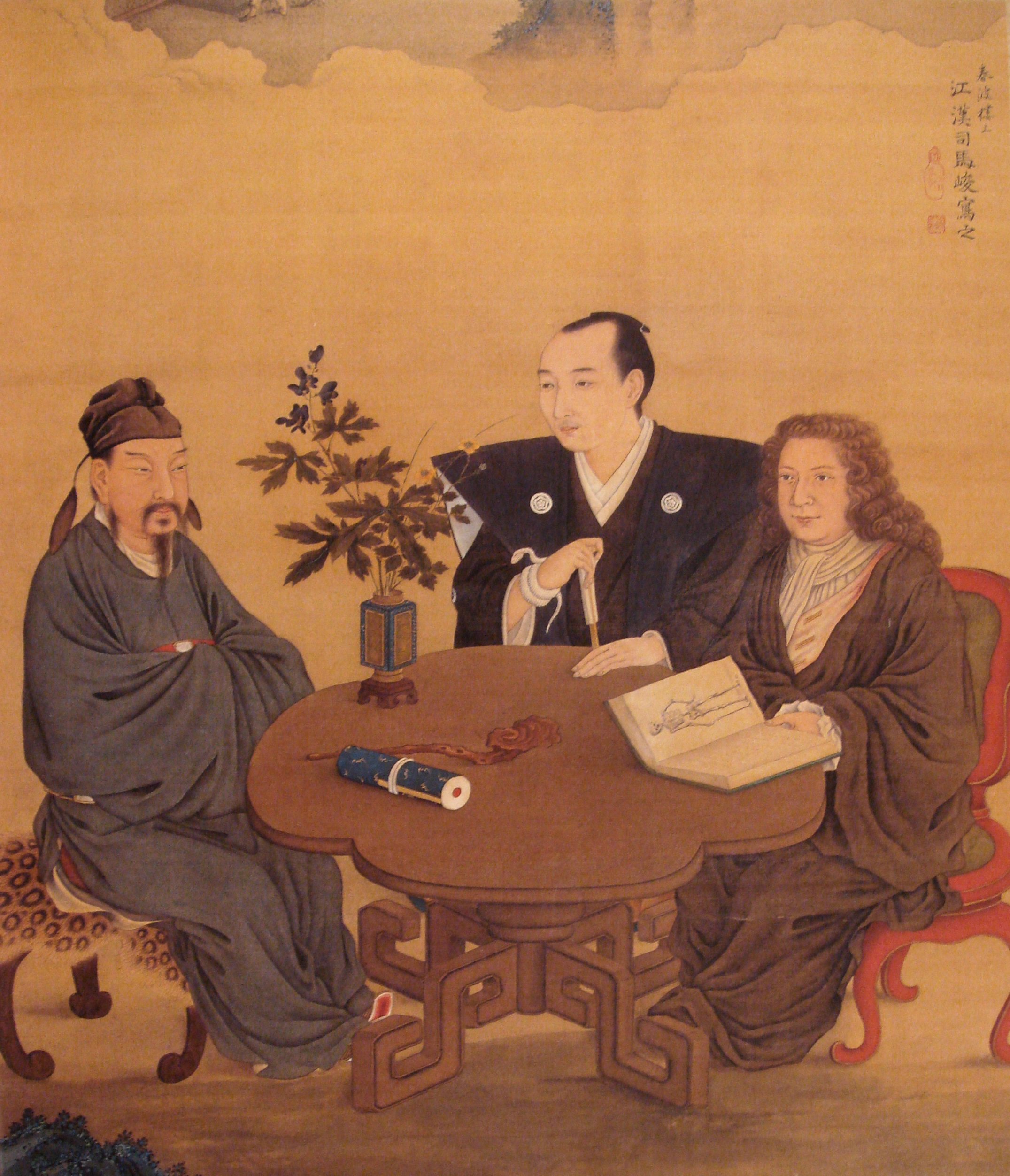
Rencontre du Japon, de la Chine et de l'Occident, par Shiba Kōkan.
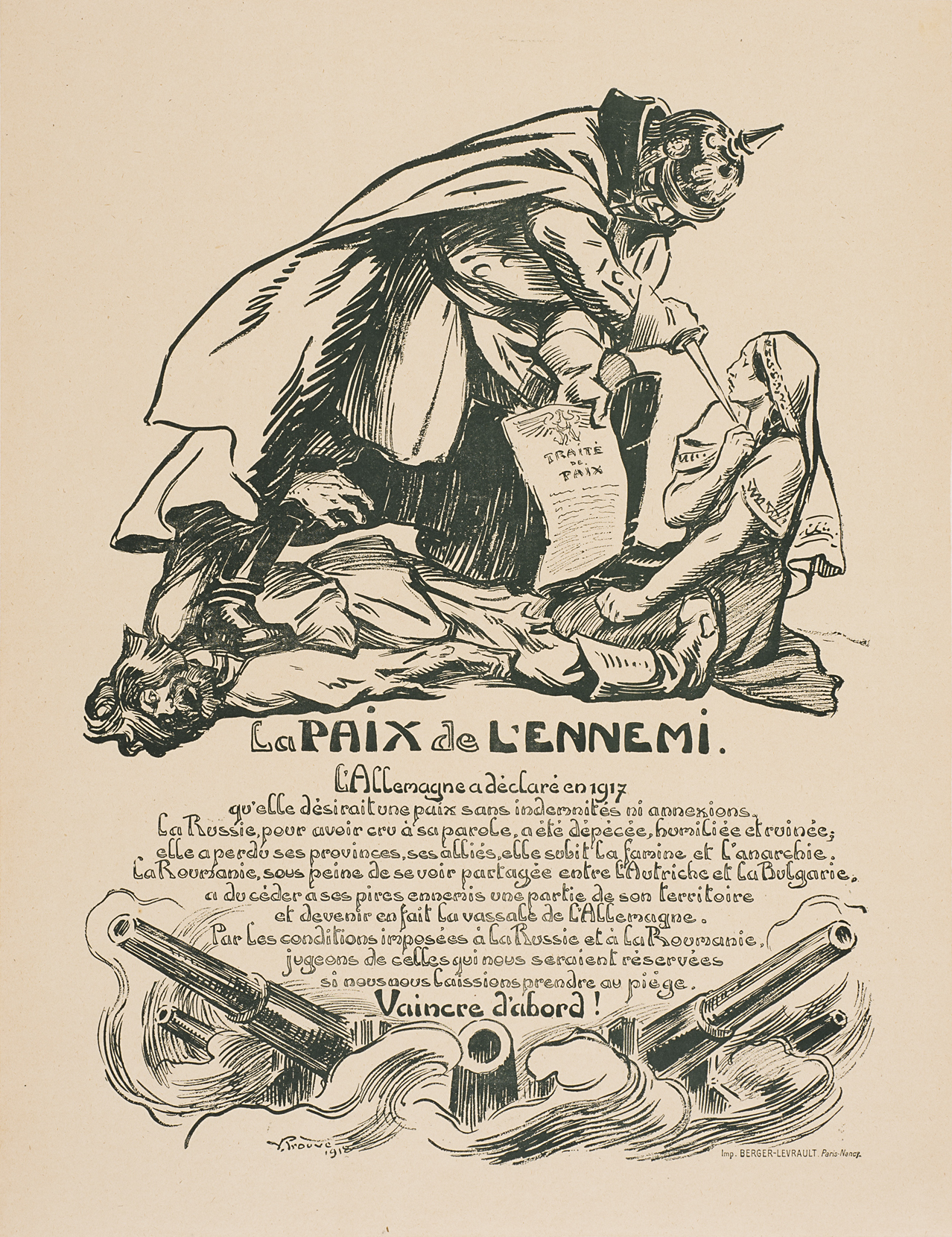
La Roumanie symbolisée par une femme (caricature de la Première Guerre mondiale).
Oncle Sam sur une affiche de recrutement de l'armée américaine lors des deux guerres mondiales.
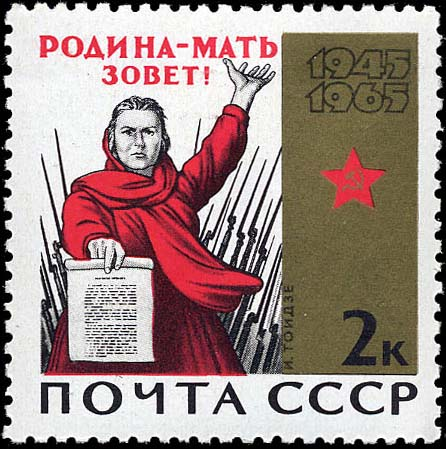
L'Union soviétique appelle à la guerre sur l'affiche Rodina-mat' zovet! d'Irakli Toïdzé (de) (1941).